# Wissen (ville)
Pour les articles homonymes, voir Wissen.
Wissen est une municipalité allemande située dans le land de Rhénanie-Palatinat et l'arrondissement d'Altenkirchen (Westerwald).